# Grande Prêmio da África do Sul de 1975
Resultados do Grande Prêmio da África do Sul de Fórmula 1 realizado em Kyalami em 1º de março de 1975. Terceira etapa da temporada, foi vencido pelo sul-africano Jody Scheckter, da Tyrrell-Ford.

## Resumo
- Única vitória de um piloto sul-africano em seu próprio país.[4][6]
- Única pole position de José Carlos Pace.

## Classificação da prova
| Pos | Nº | Piloto             | Construtor      | Voltas | Tempo/Diferença        | Grid | Pontos |
| --- | -- | ------------------ | --------------- | ------ | ---------------------- | ---- | ------ |
| 1   | 3  | Jody Scheckter     | Tyrrell-Ford    | 78     | 1:43:16.90             | 3    | 9      |
| 2   | 7  | Carlos Reutemann   | Brabham-Ford    | 78     | + 3.74                 | 2    | 6      |
| 3   | 4  | Patrick Depailler  | Tyrrell-Ford    | 78     | + 16.92                | 5    | 4      |
| 4   | 8  | José Carlos Pace   | Brabham-Ford    | 78     | + 17.31                | 1    | 3      |
| 5   | 12 | Niki Lauda         | Ferrari         | 78     | + 28.64                | 4    | 2      |
| 6   | 2  | Jochen Mass        | McLaren-Ford    | 78     | + 1:03.64              | 16   | 1      |
| 7   | 23 | Rolf Stommelen     | Lola-Ford       | 78     | + 1:12.91              | 14   |        |
| 8   | 28 | Mark Donohue       | Penske-Ford     | 77     | + 1 volta              | 18   |        |
| 9   | 16 | Tom Pryce          | Shadow-Ford     | 77     | + 1 volta              | 19   |        |
| 10  | 5  | Ronnie Peterson    | Lotus-Ford      | 77     | + 1 volta              | 8    |        |
| 11  | 34 | Guy Tunmer         | Lotus-Ford      | 76     | + 2 voltas             | 25   |        |
| 12  | 6  | Jacky Ickx         | Lotus-Ford      | 76     | + 2 voltas             | 21   |        |
| 13  | 33 | Eddie Keizan       | Lotus-Ford      | 76     | + 2 voltas             | 22   |        |
| 14  | 31 | Dave Charlton      | McLaren-Ford    | 76     | + 2 voltas             | 20   |        |
| 15  | 14 | Bob Evans          | BRM             | 76     | + 2 voltas             | 24   |        |
| 16  | 11 | Clay Regazzoni     | Ferrari         | 71     | Acelerador             | 9    |        |
| 17  | 27 | Mario Andretti     | Parnelli-Ford   | 70     | Transmissão            | 6    |        |
| NC  | 21 | Jacques Laffite    | Williams-Ford   | 69     | + 9 voltas             | 23   |        |
| NC  | 1  | Emerson Fittipaldi | McLaren-Ford    | 65     | + 13 voltas            | 11   |        |
| Ret | 32 | Ian Scheckter      | Tyrrell-Ford    | 55     | Acidente               | 17   |        |
| Ret | 24 | James Hunt         | Hesketh-Ford    | 53     | Sistema de combustível | 12   |        |
| Ret | 17 | Jean-Pierre Jarier | Shadow-Ford     | 37     | Superaquecimento       | 13   |        |
| Ret | 10 | Lella Lombardi     | March-Ford      | 23     | Sistema de combustível | 26   |        |
| Ret | 20 | Arturo Merzario    | Williams-Ford   | 22     | Motor                  | 15   |        |
| Ret | 18 | John Watson        | Surtees-Ford    | 19     | Embreagem              | 10   |        |
| Ret | 9  | Vittorio Brambilla | March-Ford      | 16     | Radiador               | 7    |        |
| DNQ | 30 | Wilson Fittipaldi  | Fittipaldi-Ford |        |                        |      |        |
| DNQ | 22 | Graham Hill        | Lola-Ford       |        |                        |      |        |

## Tabela do campeonato após a corrida
| Pos.   | Piloto             | Pontos |
| ------ | ------------------ | ------ |
| 1      | Emerson Fittipaldi | 15     |
| 2      | José Carlos Pace   | 12     |
| 3      | Carlos Reutemann   | 10     |
| 4      | Jody Scheckter     | 9      |
| 5      | James Hunt         | 7      |
| Fonte: |                    |        |

| Pos.   | Construtor   | Pontos |
| ------ | ------------ | ------ |
| 1      | Brabham-Ford | 19     |
| 2      | McLaren-Ford | 16     |
| 3      | Tyrrell-Ford | 11     |
| 4      | Ferrari      | 8      |
| 5      | Hesketh-Ford | 7      |
| Fonte: |              |        |

- Nota: Somente as primeiras cinco posições estão listadas. A temporada de 1975 foi dividida em dois blocos de sete corridas onde cada piloto descartaria um resultado. Neste ponto esclarecemos: na tabela dos construtores figurava somente o melhor colocado dentre os carros do mesmo time.